# Oberbösa
Oberbösa – miejscowość i gmina w Niemczech, w kraju związkowym Turyngia, w powiecie Kyffhäuser, wchodzi w skład wspólnoty administracyjnej Greußen. Do 30 grudnia 2012 wchodziła w skład wspólnoty administracyjnej Kyffhäuser, która dzień później została zlikwidowana.

## Współpraca
Miejscowość partnerska:
- Bubenheim, Nadrenia-Palatynat